# Порохня, Евдокия Максимовна
Евдокия Максимовна Порохня (род. 10 марта 1941, Дуровка, Воронежская область) ― доярка колхоза имени Тельмана Алексеевского района Белгородской области, Герой Социалистического труда (1973), депутат Верховного Совета СССР 9-го созыва.

## Биография
Родилась 10 марта 1941 года в селе Дуровка Уколовского района Воронежской области (ныне — село Вербное Красненского района Белгородской области).
После завершения учёбы в семилетней школе начала трудиться дояркой в колхозе «Прогресс» в 1955 году. Затем в 1960 году переехала в Алексеевский район Белгородской области, где начала работать дояркой на Глуховской молочно-товарной ферме колхоза имени Эрнста Тельмана с 1960 по 1995 год. Неоднократно была участником Выставки достижений народного хозяйства СССР в Москве, мастер животноводства первого класса.
В 1970 году награждена медалью «За доблестный труд. В ознаменование 100-летия со дня рождения В. И. Ленина». А по итогам восьмой пятилетки Указом Президиума Верховного Совета СССР от 8 апреля 1971 года Евдокия Порохня награждена Орденом Трудового Красного Знамени.
6 сентября 1973 года Указом Президиума Верховного Совета СССР за выполнение социалистических обязательств по увеличению производства и продаж продуктов животноводства государству доярке колхоза имени Тельмана Алексеевского района Евдокии Максимовне Порохне присвоено высокое звание Героя Социалистического Труда.
В 1974 году была избрана депутатом Верховного Совета СССР 9-го созыва.
Ннаграждена орденами Трудового Красного Знамени (1971), Ленина (1973), Октябрьской Революции (23 декабря 1976 года) и медалями. Была избрана почётным гражданином Алексеевского района и города Алексеевка.
В 1995 году вышла на пенсию. Место жительства — село Глуховка, Алексеевский район, Белгородская область.